# Alix Aymé
Alix Angèle Marguerite Aymé, geb. Hava (* 1894 in Marseille; † 1989 in Paris) war eine französische Malerin, die in China und Vietnam lebte.

## Leben
Alix wurde in Marseille geboren und wuchs im Périgord auf. Ihre Jugend bewegte sich zwischen ruhigen Landleben und ausgedehnten Reisen mit ihren Eltern, unter anderem nach Ägypten und Syrien. Gleichermaßen musisch wie künstlerisch begabt, belegte sie Musik- und Zeichenkurse am Conservatoire de Toulouse, einer Zweigstelle des Pariser Konservatoriums. Nach dem Abschluss der Musikhochschule zog sie nach Paris. Als Schülerin und später als Mitarbeiterin von Maurice Denis arbeitete sie an der Ausgestaltung des Théâtre des Champs-Élysées und im von Denis 1919 gegründeten Ateliers d'Art Sacré.
1920 heiratete sie Paul de Fautereau-Vassel, der als Lehrer für Literatur in die französisch-chinesische Mission entsandt wurde. Sie begleitete ihn nach Shanghai, später nach Hanoi. Von dort unternahm sie 1921 mehrere Chinareisen als Mitglied wissenschaftlicher Expeditionen. Ab 1925 unterrichtete sie Zeichnen am französischen Lyzeum in Hanoi. 1926 kehrte das Paar nach Paris zurück, wo Sohn Michel geboren wurde. Alix erhielt in dieser Zeit den Auftrag, eine französische Ausgabe von Rudyard Kiplings Roman Kim zu illustrieren. Als ihr Mann beschloss, in Frankreich zu bleiben, kehrte sie allein mit dem gemeinsamen Sohn nach Asien zurück. 
1930 hatte sie eine eigene Ausstellung in Saigon. Sie ließ sich in Luang Prabang in Laos nieder und wurde mit der Familie des Königs Sisavang Vong bekannt, der sie beauftragte, eine Reihe von Wandmalereien im königlichen Palast Haw Kham (heute ein Museum) zu schaffen. Nach ihrer Rückkehr 1931 nach Hanoi begann sie am Lycée Albert-Sarraut zu unterrichten und trug dazu bei, neues Interesse für die Lackmalerei zu wecken. Im Juni desselben Jahres heiratete sie in Paris Colonel Georges Aymé, später als General Befehlshaber der französischen Armee in Indochina, und Bruder des späteren Schriftstellers Marcel Aymé. Auch in Paris stellte sie ihre Werke in einer Galerie aus und war im Auftrag der französischen Regierung an der Gestaltung des Pavillons von Laos zur Pariser Kolonialausstellung beteiligt. 1935 folgte eine große Einzelausstellung in Saigon. In den folgenden Jahren unternahm sie zahlreiche Reisen in Indochina, Indien, Ceylon, Japan und Korea. Ihre Eindrücke hielt sie zeichnerisch fest. Im März 1945 geriet die Familie Aymé mitsamt beider Söhne in japanische Gefangenschaft, wo der älteste Sohn Michel in einem Internierungslager starb.
Im selben Jahr kehrte Alix endgültig nach Paris zurück. Sie übernahm die Ausgestaltung einer Kapelle mit Lacktafeln in Douvres-la-Délivrande (Calvados), die 14 Stationen des Kreuzweges darstellen. Während dieser Zeit wurde sie eine enge Freundin und Mitarbeiterin des Malers Tsuguharu Foujita. 1948 bezog sie ein Studio in der Porte de St. Cloud, wo sie auch nach dem Tod ihres Ehemanns 1950 lebte und arbeitete. 
Sie hatte mehrere Ausstellungen, so 1948 in der Galerie Moullot in Paris, der Galerie de la France d’ Outremer in der Rue de la Boétie, 1952 mit ihren Lackarbeiten in Florenz, die im Anschluss in Paris in der Galerie de la France d’ Outremer ausgestellt wurden, und 1961 in der Galerie Rauch in Monaco. 
1952 publizierte sie über die Lackkunst im Journal Tropique, 1960 schrieb und illustrierte sie die siebenteilige Story Paul et Kao au Laos über ihre Erfahrungen in Laos, und 1961 einen Artikel für das Journal Pax Christi. 1962 unternahm sie nochmals eine achtmonatige Reise nach Brazzaville im Kongo, um dort zu malen.
Eine erste Ausstellung von Aymés Werk in Amerika fand im Jahr 2012 unter dem Titel Alix Ayme: European Perception and Asian Poeticism im Evergreen Museum and Library der Johns Hopkins University in Baltimore statt, die ihre Entwicklung als Künstlerin über vier Jahrzehnte anhand ihrer Gemälde, Zeichnungen, Lacktafeln und Buchillustrationen aufgezeigt, von ihren frühen, vom Nabis-Maler Maurice Denis beeinflussten Werken bis zu ihren modernistischen Landschaften mit asiatischen Einflüssen. Ihr Werk findet sich in zahlreichen öffentlichen Sammlungen und Museen, wie dem Cabinet des Dessins im Louvre, dem Musée des Années Trente in Paris, dem Musée des Beaux-Arts in La Rochelle, und dem königlichen Palast in Luang Prabang.